# Urbie Green
Urban Clifford Green, detto Urbie (Mobile, 8 agosto 1926 – Hellertown, 31 dicembre 2018), è stato un trombonista statunitense.

## Discografia parziale
- 1953 New Faces, New Sounds (Blue Note)
- 1954 Urbie Green Septet (Blue Note)
- 1954 Urbie Green and His Band (Vanguard)
- 1954 A Cool Yuletide (X)
- 1955 Blues and Other Shades of Green (Blue Note)
- 1955 The Melodic Tones of Urbie Green (Bethlehem)
- 1955 East Coast Jazz, Volume 6 (Bethlehem)
- 1955 The Lyrical Language of Urbie Green (Bethlehem)
- 1955 The Melodic Tones of Urbie Green (Vanguard)
- 1955 Blues and Other Shades of Green (Paramount)
- 1956 All About Urbie Green (Paramount)
- 1957 Urbie Green Octet / Slidin' Swing (Jazztone)
- 1957 Let's Face the Music and Dance (RCA)
- 1958 Best of New Broadway Show Hits (RCA)
- 1960 The Persuasive Trombone of Urbie Green (Command)
- 1961 The Persuasive Trombone of Urbie Green Volume 2 (Command)
- 1963 Urbie Green and His 6-Tet. (Command)
- 1967 21 Trombones (Project 3)
- 1967 21 Trombones Volume 2 (Project 3)
- 1971 Green Power (Project 3)
- 1972 Bein' Green (Project 3)
- 1973 Old Time Modern (RCA) (recorded in 1954)
- 1974 Urbie Green's Big Beautiful Band (Project 3)
- 1976 The Fox (CTI)
- 1977 Señor Blues (CTI)
- 1978 Live at Rick's Cafe American (Flying Fish)
- 1981 Just Friends (EJ)
- 1995 Sea Jam Blues (Chiaroscuro)